# مارتینا موراوسوا
مارتینا موراوسوا (به انگلیسی: Martina Moravcová) (زادهٔ ۱۶ ژانویهٔ ۱۹۷۶) شناگر اهل اسلواکی است.